# Tagandougou
Tagandougou is een gemeente (commune) in de regio Sikasso in Mali. De gemeente telt 15.100 inwoners (2009).